# 埃斯科茨
埃斯科特（法語：Escots）是法国上比利牛斯省的一个市镇，属于巴涅雷德比戈尔区（Bagnères-de-Bigorre）拉内默藏县（Lannemezan）。该市镇总面积4.06平方公里，2009年时的人口为26人。

## 人口
埃斯科特人口变化图示